# 光竹
光竹（学名：Qiongzhuea luzhiensis）是禾本科筇竹属的植物，为中国的特有植物。分布在中国大陆的贵州六枝等地，生长于海拔1,700米至1,900米的地区，常生长在阔叶林下，目前尚未由人工引种栽培。